# Интеракција човека и рачунара
Интеракција човек-рачунар (енгл. Human-computer interaction, HCI) је интердисциплинарна област која се бави проучавањем интеракције између људи и рачунара, са циљем да рачунаре учини прикладнијим и лакшим за коришћење, а да се при томе користе као инструменти који побољшавају човекову креативност и комуникацију и сарадњу између људи.
Такође се понекад користе и скраћенице CHI (енгл. Computer human interaction) и MMI (енгл. Man machine interaction).
HCI је постала изузетно важна крајем 20. века појављивањем све јефтинијих, мањих и све моћнијих рачунара.
Интеракција између корисника и компјутера појављује се као кориснички интерфејс, који обухвата: 
- хардвер (улазне и излазне уређаје) и
- софтвер.

## Области
Области које су укључене су:
- Информационе технологије
- Вештачка интелигенција
- Когнитивне науке
- Психологија
- Антропологија
- Естетика
- Социологија
- Ергономија

У ширем контексту бави се и: 
- Методологијама и процесима за дизајнирање интерфејса
- Методима за имплементирање интерфејса
- Техникама за процењивање и поређење интерфејса
- Развијањем нових интерфејса и техника интеракције
- Развијањем дескриптивних и предиктивних модела и теорија интеракције

Технологија виртуелне реалности омогућава помак у парадигми интеракције човек-машина од графичког корисничког итерфејса (GUI) ка корисничком интерфејсу заснованом на виртуелној реалности (VRUI), односно перцепцијског корисничкој интерфејса (PUI), који омогућавају мултимодалну комуникацију. 
Најчешћи мотиви презентације у ВРУИ интерфејсу користе технике визуелизације, сонификације и хептичког рендеровања, а задатак перцепцијског интерфејса је да рачунару пружи могућност људског опажања.
Област human – centered computing покушава да побољша схватање човека – актера унутар социјално-техничких система.

## Методологије
Већина методологија дизајна потиче од модела како корисници, дизајнери и технички системи међусобно комуницирају.
Прве методологије разматрале су корисникове когнитивне процесе као предвидиве и мерљиве, што је довело до тога да су се више ослањали на научне резултате из области истраживања памћења и пажње када се дизајнирају кориснички интерфејси.
Модерни модели, не прилагођавају корисника дизајнеровом систему, већ теже да се усмере ка константној повратној спрези и конверзацији између корисника, дизајнера и инжењера. На овај начин потискују техничке системе у правцу прилагођавања корисниковим потребама.

### 
је модерна, широко прихваћена филозофија дизајна која полази од идеје да корисници морају да имају централно место код дизајнирања било ког рачунарског система. Пројекти су корисник-центричног дизајна праћени етнографским студијама окружења у којима ће корисници комуницирати са системом.

### Стереоскопски системи са раздвојеним зрацима
Стереоскопски системи са раздвојеним зрацима (Stereoscopic systems with beam splitters) је стара и често коришћена техника која користи полупропусна огледала за комбинацију две или више стерео слика за поглед у виртуелном 3D радном простору.
У овим системима стерео слика не може сакрити стварни свет, нити стварни свет може прекрити слику. Резултат је фантомска слика у којој симулирани и стварни објекти понекад изгледају прозирно. У таквој конфигурацији волумени симулираних и стварних објеката могу слободно продирати једни у друге.

### Волуметријски прикази
Волуметријски прикази (Volumetric display) функционишу на принципу скенирања 3D простора са сноповима светла, у којима су чврсти објекти апроксимирани просторним распоредом делова слика или су са много тачака светла просторно распоређених тако да приказују структуру објекта.

### Системи за поновно приказивање слике
Системи за поновно приказивање слике (Reimaging display devices) користе оптичке системе да комбинују и условљавају слике и спроведу их у гледаочев простор, попут Dimensional Media - High Definition Volumetric Display и Sega – Time Traveler.

## Хаптика
Хаптика проучава спојање осећаја додира човека са рачунарски генерисаним светом.
Истраживање у овој области може се поделити на два поља:
- Истраживање фидбекова (force kinesthetic feedback) – ради са уређајима који омогућују људима осећај додира интеракцијом са мишићима што дају људима осећај примене силе. Такви уређаји су углавном роботски манипулатори који одгурну корисника силом што одговара сили у виртуелном окружењу у ком се корисник налази.
- Истраживање тактилних фидбекова (tactile feedback) – бави се уређајима који омогућују кориснику осећај топлоте, притиска и текстуре интеракцијом са крајевима живаца у људској кожи што преносе те дражи и користе се ради утврђивања да ли је корисник у контакту са виртуелним објектом и ради симулирања површине виртуелног објекта.

Да би се дизајнирао добар хаптички интерфејс за људе морају се узети у обзир анатомија и психологија људског тела, посебно руке, јер се руке најчешће користе у хаптичким интерфејсима.